# راودي راثور
راودي راثور (بالإنجليزية: Rowdy Rathore)‏ فيلم هندي كوميدي ممزوج بالحركة من إخراج برابهو ديفا وإنتاج سانجاي ليلا بهنسالي وأخد دور البطولة النجم أكشاي كومار والممثلة سوناكشي سينها، تم إصداره في الأول من يونيو سنة 2012.

## نبذة عن الفيلم
يدور الفيلم عن شبيهين لا تربطهما أي علاقة، الأول شيفا وهو لص، والثاني فيكرام راثور وهو شرطي نبيل يموت بمؤامرة من بابجي واخوه لكن شيفا يظهر ويظنونه راثور ولكنه يقتلهم ويربي ابنة راثور ويعيش ومع حبيبته بارو

## الممثلين
- أكشاي كومار في دور شيفا - راثور
- سوناكشي سينها في دور بارو
- أنانيا ناياك في دور الصغيرة تشينكي
- باريش غاناترا في دور توجي
- نصار في دور بابجي
- ياشبال شارما فب دور المحقق فيشال

## وصلات خارجية
- راودي راثور في قاعدة UTV
- قناة UTV Motion Pictures  على يوتيوب
- موقع الفيلم الرسمي
- راودي راثور على موقع IMDb (الإنجليزية)
- راودي راثور على موقع ميتاكريتيك (الإنجليزية)
- راودي راثور على موقع روتن توميتوز (الإنجليزية)
- راودي راثور على موقع نتفليكس (الإنجليزية)
- راودي راثور على موقع ألو سيني (الفرنسية)
- راودي راثور على موقع Turner Classic Movies (الإنجليزية)
- راودي راثور على موقع أول موفي (الإنجليزية)
- راودي راثور على موقع بوكس أوفيس موجو (الإنجليزية)
- راودي راثور على موقع فيلمافينيتي (الإسبانية)
- راودي راثور على موقع قاعدة بيانات الفيلم (الإنجليزية)